# سرجیو کاناورو
سرجیو کاناورو (ایتالیایی: Sergio Canavero؛ زادهٔ ۱۹۶۴) پزشک، نویسنده و جراح مغز و اعصاب اهل ایتالیا است که پس از اعلام در اوایل ۲۰۱۵، موفق به جلب توجه رسانه‌های گروهی شد تا بتواند اولین پیوند سر موفقیت‌آمیز انسان را در دسامبر ۲۰۱۷ انجام دهد. او با انتشار مقاله‌ای در مجله Frontier of Neurology جزئیات عمل پیوند سر را شرح داد و مدعی شد پیوند سر انسان امکان‌پذیر است. «والری اسپیریدونوف»، ۳۱ ساله، متخصص کامپیوتر و اهل ولادیمیر روسیه داوطلب انجام این پیوند جراحی شده‌است. او مبتلا به نوعی بیماری نادر ژنتیکی به نام تحلیل عضلانی نخاعی (وردنیگ-هافمن، انگلیسی: Werdnig–Hoffman) است. در این بیماری فرد دچار تحلیل یا کاهش اندازه عضلات شده که این امر در نهایت منجر به کم شدن قدرت و تحرک ماهیچه‌ها می‌شود.
مطابق ایندیپندنت، اسپیریدونوف اکنون تابعیت چینی را داراست.